# Aissa Koli
Aissa Koli (auch: Aisa Kili Ngirmaramma, Āʾisha Kili) war eine Königin (queen regnant) des Kanem-Bornu-Reichs 1570 bis 1580 (nach anderen Angaben 1497–1504, beziehungsweise 1563–1570). Aissa wurde als „magira“ (Königinmutter) angesprochen und herrschte Suo jure.

## Leben
Hinsichtlich ihrer Herkunft und ihrer Regierungszeit gibt es zahlreiche Unstimmigkeiten. Arabische Historiker haben ihre Herrschaft nicht dokumentiert, aber weibliche Herrscher wurden oft ignoriert. Ihr Nachfolger Idris Alooma zwang der heidnischen Bevölkerung eine muslimische Bürokratie auf. Diese islamischen Aufzeichnungen ignorierten sie aufgrund ihres Geschlechts. In der lokalen afrikanischen Tradition wird sie jedoch wie ihre männlichen Amtskollegen geführt.
Aissa Koli war angeblich die Tochter von Ali II. Zainami, oder von Dunama.
Ihr Vater herrschte ein Jahr lang und wurde von einem Verwandten, Dunama VI. Muhammad, abgelöst. Während Dunamas Herrschaft hatte er dafür gesorgt, dass alle Söhne seines Vorgängers getötet wurden. Daher wurde Aissas fünfjähriger Halbbruder Idris Alooma von seiner Mutter heimlich nach Bulala gebracht. Als Dunamas Erbe Abdullah IV. (ʿAbdallāh bin Dunama Muḥammad) starb, folgte Aissa ihm als Herrscher in Abwesenheit eines männlichen Erben, solange nicht bekannt war, dass ihr Halbbruder noch am Leben war.
Nach einigen Jahren erfuhr Aissa, dass ihr Halbbruder überlebt hatte. Zu diesem Zeitpunkt war Idris zwölf Jahre alt. Sie rief ihn zurück und ließ ihn als ihren Nachfolger krönen. Einige Zeit lang wirkte sie noch als seine Beraterin.